# William Cornwallis Harris

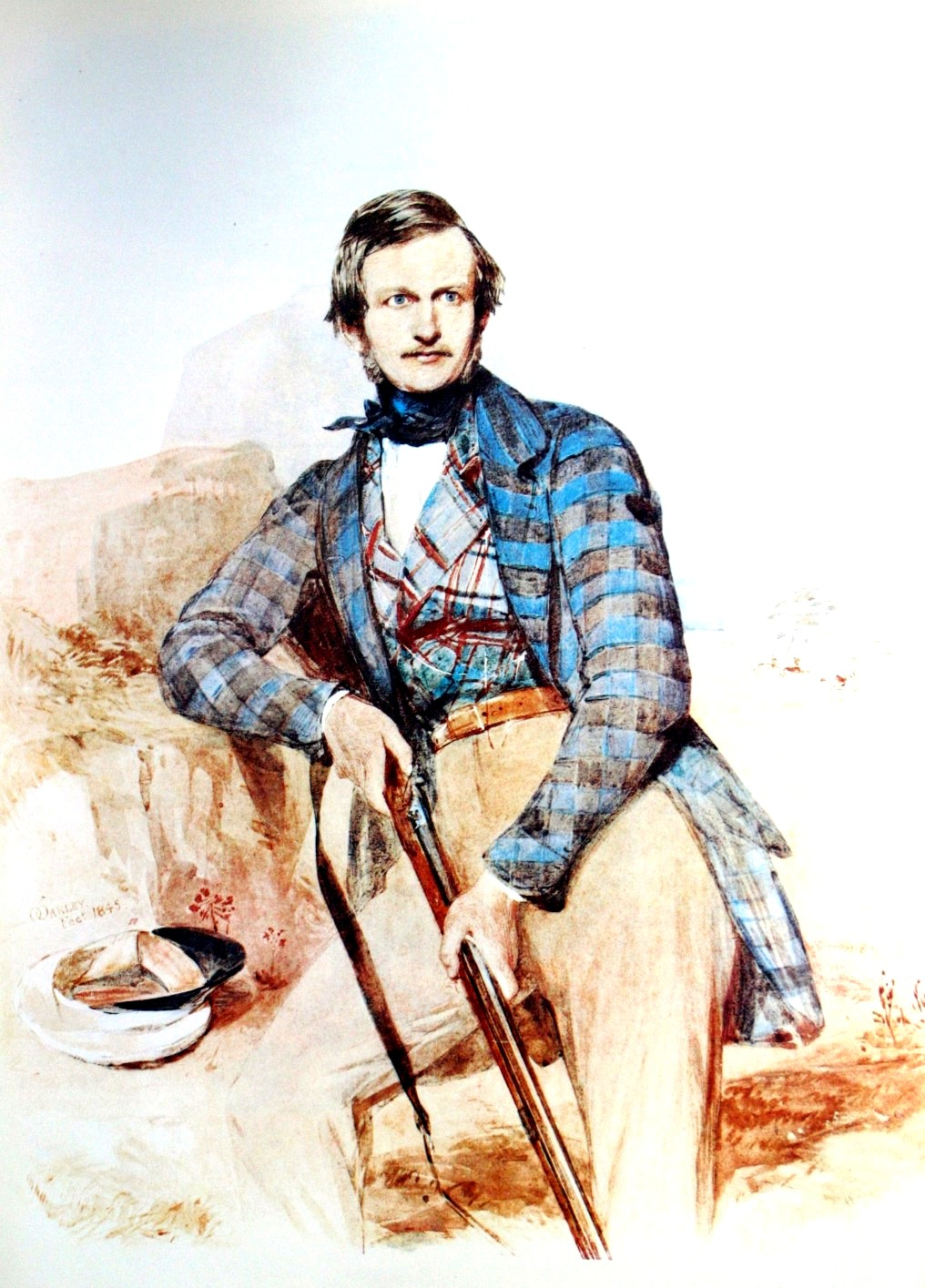

William Cornwallis Harris (batizado em 2 de abril de 1807 - morreu em 9 de outubro de 1848) foi um militar, engenheiro, artista e caçador inglês.

## Livros
- Narrative of an Expedition into Southern Africa during the years 1836 and 1837. (1838)
- The Wild sports of Southern Africa (1839).
- Portraits of the Game and Wild Animals of Southern Africa (1840).
- The Highlands of Aethiopia (1844; em 3 volumes).
- Illustrations of the Highlands of Aethiopia [1845].